# Abraxas malmundariense
Abraxas malmundariense är en fjärilsart som beskrevs av Donckier 1881. Abraxas malmundariense ingår i släktet Abraxas och familjen mätare. Inga underarter finns listade i Catalogue of Life.